# Неотропічний пастушок
Неотропічний пастушок (Aramides) — рід журавлеподібних птахів родини пастушкових (Rallidae). Представники цього роду мешкають в Мексиці, Центральній і Південній Америці.

## Види
Виділяють вісім видів:. 
- Пастушок гвіанський (Aramides axillaris)
- Пастушок оливковий (Aramides mangle)
- Пастушок болотяний (Aramides albiventris)[6][7]
- Пастушок сірошиїй (Aramides cajaneus)
- Пастушок гнідий (Aramides wolfi)
- Пастушок гігантський (Aramides ypecaha)
- Пастушок рудокрилий (Aramides calopterus)
- Пастушок парагвайський (Aramides saracura)

## Етимологія
Наукова назва роду Aramides походить від сполучення наукової назви роду Арама (Aramus Vieillot, 1816) і слова дав.-гр. οιδης — той, що нагадує.